# Stazione di Sant'Antonio (RhB)
La stazione di Sant'Antonio era una fermata ferroviaria posta lungo la ex linea ferroviaria a scartamento ridotto Bellinzona-Mesocco chiusa nel 1972, era a servizio del comune di Sant'Antonio frazione di Roveredo.

## Storia
La fermata aperta il 6 maggio 1907, della prima tratta da Bellinzona a Lostallo per il completamento della linea Bellinzona-Mesocco e chiusa il 27 maggio 1972 al traffico viaggiatori.

## Strutture e impianti
Era costituita da un fabbricato viaggiatori e dal solo binario di circolazione dei binari. Non rimane traccia del fabbricato venne demolito mentre il binario è stato smantellato.